# 井深梶之助
井深 梶之助（いぶか かじのすけ、嘉永7年6月10日（1854年7月4日） - 昭和15年（1940年）6月24日）は、日本の牧師。日本基督教会の指導者。明治学院の2代目総理、日本基督教青年会同盟委員長を務めた。

## 生涯

### 会津時代
会津藩士井深宅右衛門(禄高550石)の長男として生まれた。幼名は清佶である。代々小姓を出している家柄であった、井深は最後の会津藩主松平容保の小姓であった。慶応4年（1868年）15歳の時白虎隊年少組の斥候として会津戦争に加わる。また小姓として松平容保の側で、山川健次郎、高木盛之輔、高峰秀夫らと共に戦った。
敗戦後、会津藩士たちと共に猪苗代で謹慎生活を送る。1869年（明治2年）の年の初め、藩士は東京に護送されることになったが、井深は老幼女子に行くように命じられ、河沼郡水谷地村(現、喜多方市豊川町高堂太水谷地)に帰り、親族と共同生活をする。
明治2年4月、塩川町に藩校日新館が仮の建物で再開される。井深は舎弟の勝治と共に通学する。7月に井深は、校長中弥次衛門に、校内に寄宿していた生徒の世話係に命じられる。

### 横浜時代
明治2年（1869年）10月に日新館校長中根弥次衛門より、洋学修業辞令を受ける。明治3年（1870年）4月13日の早朝水谷地村を出発する。横浜に着くが洋学を学ぶ方法が分からず、父親のつてで東京に滞在する。東京の土佐藩洋学塾で学ぶが、1871年1月(明治4)に退学する。その時たまたま横浜の修文館で学僕を置く話を聞いたので、横浜の修文館まで行き学僕志願の旨を伝えた。たまたま、桑名藩出身の知り合いが学僕をしていたので、斡旋してもらい学僕になった。学僕は教室の掃除や教員の給仕などを行い、報酬として寝室と三度の食事が与えられた。井深の学力に応じて授業の出席を許された。
修文館ではアメリカ合衆国長老教会の宣教師S.R.ブラウンが一人で英語教育を担っていた。ブラウンに出会い、正規の英語を学ぶ。ブラウンにJ・C・ヘボンの診療所で行われていたバイブルクラスに紹介されて、出席するようになる。
1873年（明治6年）1月5日、19歳の時ブラウン宣教師から受洗。
1873年（明治6年）3月に修文館が火事になった頃、井深は会計係を罷免され学費に窮すると、ブラウンが好意により月謝と食費を負担した。1874年（明治7年）にブラウンが修文館を辞任することになると、井深と松平定敬ら約10名の生徒により、ブラウンの自宅で私塾を開くことになった。これがブラウン塾と呼ばれることになる。ブラウン塾で神学を学ぶ。1877年（明治10年）東京一致神学校が開校されると第一期生になり、植村正久、三浦徹、瀬川浅らと共に学ぶ。
旧会津藩の家老の娘との縁談話が持ち上がるが、相手もキリスト者でなければならないと主張して、彼女をフェリス女学院に入学させ、洗礼を受けることになったが、この縁談は成立しなかった。

### 牧師時代
明治12年（1878年）に教師補に任職を受け。翌年の明治12年（1979年）12月24日の朝に植村正久が、昼に井深梶之助が、夜に田村直臣が按手礼を受け日本基督一致教会の牧師となった。
明治13年（1880年）1月より、麹町教会（現：日本基督教団高輪教会）牧師に就任する。同年4月に元幕臣の娘、水上せき子（21歳）と結婚。井深は26歳だった。同年5月に東京青年会(会長小崎弘道)が設立されたときに、田村直臣、植村正久らと共に役員に選ばれた。
明治14年（1881年）から東京一致神学校の助教授になる。
明治16年（1883年）5月に数回に亘ってに開催された第三回全国基督教信徒大親睦会で日本基督一致教会の代表として副議長に選出された。

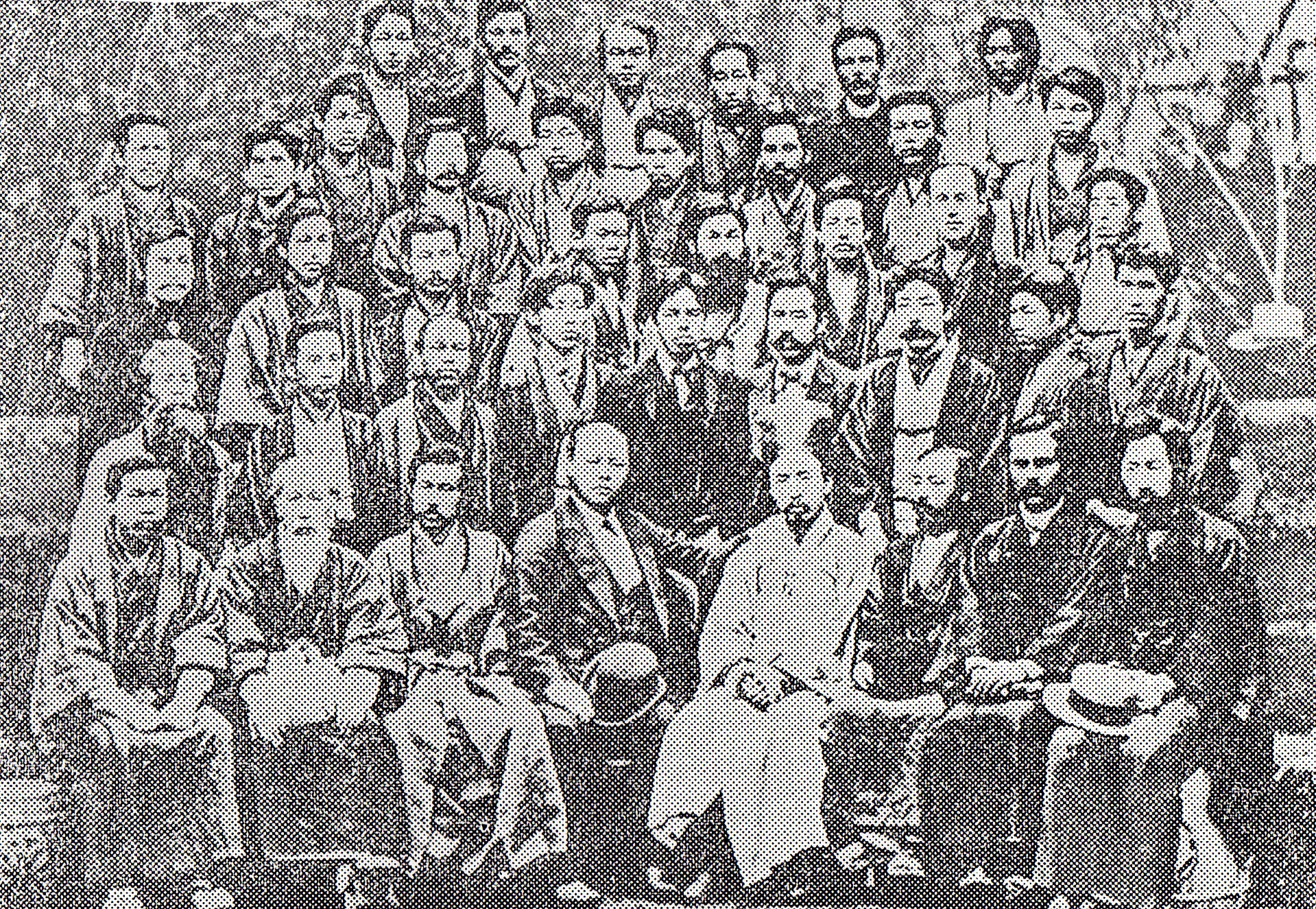
弟三回全国基督信徒大親睦会の記念写真、井深は前から3列目の左から3人目

明治19年（1886年）に明治学院創立理事会が開かれて、日本人理事として井深が選出される。白金の用地購入など設立のための業務を担当する。
明治20年（1887年）に明治学院が設立されると、井深は教授に就任する。
文語訳聖書の旧約聖書にヘボン、グイド・フルベッキ、P・K・ファイソン、松山高吉、植村正久らと共に協力して、明治21年（1888年）に完成する。
明治22年（1889年）には初代明治学院総理ヘボンの元で、副総理に就任する。山縣有朋内閣の宗教教育の規制に対して、信教の自由を主張した。

### 明治学院総理時代
明治23年（1890年）に米国留学し、ニューヨークのユニオン神学校で教会史を学ぶ。明治24年（1891年）9月に帰国し、同年11月初代総理J・C・ヘボンの後を継いで、明治学院の第2代目総理に就任する。
明治31年（1898年）3月妻せき子が死去する(享年39)。明治32年（1899年）に大島はなと再婚する。
明治37年（1904年）5月16日、芝公園忠魂祠堂会館で開催された大日本宗教家大会に本多庸一、海老名弾正、小崎弘道らと共に参加する。また、アメリカに渡り、元在日宣教師G・W・ノックスの自宅で、ウィリアム・インブリーと共に明治学院の将来について語り合った。
明治37年から明治38年の間に日本基督教会のミッションからの独立論議の問題が発生した。植村正久が日本の教会の独立を主張してミッションと対立したのである。井深はミッションと植村たち日本基督教会牧師との調停役に奔走した。しかし、ミッションとの関係は冷え切っていた。途中で始まった、日露戦争によりミッションとの関係が好転した。また、本多庸一と一緒に欧米を訪問し、日露戦争について日本の立場を説明するため遊説をして回る。
明治38年（1895年）3月4日本多庸一と基督青年大会創立50年記念世界基督教青年大会に、日本のキリスト教会の代表として出席するためにフランスに向けて出発する。
また、同年4月に芝三田惟一館で開催された宗教家懇談会で結成された日本宗教家協和会の発起人に本多庸一、小崎弘道、海老名弾正、江原素六、平岩愃保、元田作之進らプロテスタント代表の一人として名を連ねる。
明治39年（1906年）の日本基督教会の第20回大会で、井深とウィリアム・インブリー、植村正久の三人は「協力ミッション法」を決議した。ここに、日本基督教会とミッションとの関係が修復された。
1909年（明治42年）10月の日本基督宣教開始五十年記念会で「基督教教育の前途」と題する演説を行い、キリスト教主義連合大学の必要性を訴えた。
明治43年（1910年）6月に開かれたエディンバラ宣教会議に日本代表の一人として出席した。
明治44年（1911年）～大正4年（1915年）まで基督教教育同盟会（現・キリスト教学校教育同盟）の第2代理事長をつとめる。
1914年（大正3年）から、1917年（大正6年）まで行われた全国協同伝道の総委員長に選ばれ、東部の部長植村正久と西部の部長宮川経輝と共に、大規模な伝道活動を行った。その結果大正期のキリスト教会は大きく飛躍した。
大正10年（1921年）に明治学院の総理を辞任して、名誉総理になる。大正13年（1924年）には明治学院を退職する。
大正10年（1921年）に警醒社より出版された『信仰三十年基督者列伝』の中で、キリスト教への入信にの経緯が、植村正久、内村鑑三、新渡戸稲造、小崎弘道、海老名弾正、押川方義らと共に記される。
昭和9年（1934年）6月に脳溢血で倒れてからは、臥しがちになる。昭和15年（1940年）に東京府で死去する。
墓所は青山霊園1-ロ-20-8にあったが、2021年子孫により墓じまいされ、遺骨は横浜市の海に散骨された。後に明治学院大学の手により港区白金の黄檗宗瑞聖寺内の明治学院墓地に記念碑が建立された。

## 栄典
- 1915年（大正4年）11月10日 - 勲五等瑞宝章[18]

## 親族
- 梶之助の父・宅右衛門は、知行550石で学校奉行(日新館館長)を務め、戊辰戦争では第二遊撃隊頭として越後方面で戦った。梶之助は叔父が近藤勇から譲られた銃[19]を持ち父と共に実戦に参加し1人を討ち取っている。
- 梶之助の弟は衆議院議員の井深彦三郎、その娘にハンセン病者に仕えた看護婦、井深八重がいる。
- 妹ミエ (1860年生)は会津藩士・和田又四郞の妻。その子供に上田蚕糸専門学校教授・和田仙太郎 (1880年生)、和田勁、和田晋。[20][21]
- 妹サク (1868年生)は真野文二の妻[20]
- 前妻のせき子は幕臣・水上嘯月の娘。二男三女を儲けたが、1898年に病死し、翌年井深花を後妻に迎えた。[22]
- 長男の井深文雄（1881年生）は三菱造船所參事[20]
- 次男の井深健次（1890年生）は陸軍軍医学校長を務めた陸軍軍医中将、その妻・磯子は軍医総監・鶴田禎次郎とヤエの二女。ヤエは山川浩、山川健次郎、大山捨松らの姪。[23]。
- 長女チヨは荒川文六に、二女トヨは東京外国語学校教授・片山寛に嫁ぐ。[20]
- ソニー創業者の1人井深大も会津藩井深一族の出だが、宅右衛門家とは別の分家・井深数馬家の子孫